# Jamar Wall
(en) Statistiques sur pro-football-reference
Jamar Wall (né le 10 janvier 1988 à Plainview) est un joueur américain de football américain et de football canadien évoluant au poste de safety. Il joue actuellement avec les Stampeders de Calgary, en Ligue canadienne de football.

## Carrière

### Université
Wall étudie à l'université de Texas Tech, jouant avec l'équipe de football américain, les Red Raiders.

### Professionnel
Jamar Wall est sélectionné au sixième tour du draft de la NFL de 2010 par les Cowboys de Dallas au 196e choix. Le 21 juillet 2010, il signe un contrat de quatre ans avec les Cowboys; il est libéré le 4 septembre 2010 juste avant le début de la saison.
Le lendemain de son départ, il s'engage avec les Texans de Houston, entrant en cours de match contre les Colts d'Indianapolis lors du match d'ouverture, effectuant un tacle. Le 29 septembre, il n'est pas gardé, et libéré des Texans.
Le 30 septembre 2010, il signe avec l'équipe d'entrainement des Eagles de Philadelphie avant d'être promu en équipe active le 21 décembre après la blessure de Nate Allen, jouant un match au cours de la saison avec Philadelphie. Le 31 décembre, il est libéré de l'équipe active avant d'intégrer une nouvelle fois l'équipe d'entrainement le 3 janvier 2011. Il signe un nouveau contrat avec les Eagles le 13 janvier 2011. Il est libéré le 29 août 2011 avant de signer une nouvelle fois avec Philadelphie le 1er septembre avant d'être une nouvelle fois libéré le lendemain, ne figurant pas dans l'équipe des cinquante-trois hommes pour commencer la saison.
Après une saison 2011 sans équipe, il revient en 2012, en Arena Football League, avec les Force de la Géorgie. Le 10 juin 2012, il change de ligue, signant avec les Stampeders de Calgary en Ligue canadienne de football.